# Жупа (село)
Жупа (серб. Жупа) населённый пункт в общине Тутин в Рашском округе. По переписи 2022 года в нём проживало 711 человек, в 2011 году — 654 человека.

## Демография
Население деревни насчитывает 214 человек, при этом средний возраст жителей составляет 29,2 лет (27,0 для мужчин и 31,4 для женщин).
В деревне проживает 77 семей, среднестатистическая семья состоит из 4,47 членов.
| График изменения численности населения деревни в течение XX века \| \| |
|                                                                        |

### Национальный состав
Подавляющее число жителей села — боснийцы (согласно переписи населения 2002 года).
- Боснийцы — 326 чел. (94,76 %)
- Сербы — 13 чел. (3,77 %)
- Прочие — 5 чел. (1,47 %)